# ルイス・バルブー
ルイス・バルブー（Luis Barboo 本名不明、生没年月日1927年3月20日-2001年9月30日）1960年代から2000年頃まで活動したスペインの映画俳優。
稀に片仮名表記でルイス・バーブーと記されている。クレジット表記は複数あり、ルイス・バル・ブー（Luis Bar Boo）、（Luis Bar-boo）が確認出来る。
スペインのガリシア州ポンテヴェドラ県ヴィーゴ出身 He played Truto in The Demons (1973),。

## 来歴

### 俳優としての特徴
1960年代から1970年代にはマカロニ・ウエスタンに数多く出演した。脇役と言うよりも端役が殆どで、顔は知られていても無名の類であり、クレジットされないことも少なくなかった。悪役の手下のガンマンから町民や農夫まで幅広い役どころを演じた。晩年はTVシリーズにも出演した。

### 国際的な大作にも参加して
スペインで撮影されたハリウッド映画にも端役で起用された。チャールトン・ヘストン監督、主演の『アントニーとクレオパトラ』（1972年）、ジョン・ミリアス監督の『風とライオン』（1975年）やアーノルド・シュワルツェネッガーの名を高らしめた『コナン・ザ・グレート』（1982年）、ジーン・ハックマン、カトリーヌ・ドヌーヴ、マックス・フォン・シドウ、テレンス・ヒルと言ったスターが競演した『外人部隊フォスター少佐の栄光』（1977年/未/TV放映）がある。他にもジョージ・ペパード主演の『コンドルの砦』（1970年）やステーシー・キーチ主演の『ドク・ホリデイ』（1971年）等のスペイン・ロケのハリウッド西部劇にもマカロニ・ウエスタンの延長線上で端役出演した。

## 出演
- 『荒野の用心棒』（1964年）（クレジットなし）ボブ・ロバートスン（セルジオ・レオーネ）監督
- 『荒野の棺桶』（1965年）マリオ・カイアーノ監督
- 『必殺の用心棒』（1966年）フランコ・ジラルディ監督
- 『ゴールデン・キッド』（1966年）
- 『ガンクレイジー』（1966年）エウヘニオ・マルティン監督
- 『復讐のガンマン』（1966年）（クレジットなし）セルジオ・ソリーマ監督
- 『流れ者クリント』（1967年/未ソフト化）アルフォンソ・バルカサール監督
- 『つむじ風のキッド』（1967年）（クレジットなし）フリオ・ブックス監督
- 『さらば殺し屋』（1968年/未/dvd）（クレジットなし）プリモ・ツェーリオ監督
- 『十字架の用心棒』（1968年/未/TV放映）ダリオ・シルヴェストリ（マリーノ・ジロラーミ）監督
- 『ラスベガス強奪作戦』（1968年）（クレジットなし）アントニオ・イサシ監督
- 『バスタード』（1968年）（クレジットなし）ドゥッチョ・テッサリ監督
- 『皆殺しのガンファイター』（1968年/未/TV放映）（クレジットなし）レオポルド・サヴォーナ監督
- 『ヘル・コマンドー7』（1969年/未/ビデオ）ホセ・ルイス・メリノ監督
- 『荒野の大活劇』（1969年）（クレジットなし）ドゥッチョ・テッサリ監督
- 『コマンドMT要塞』（1969年/未/TV放映）
- 『アリゾナ無宿/レッドリバーの決闘』（1970年/未/TV放映）セルジオ・マルティーノ監督
- 『コンドルの砦』（1970年）（クレジットなし）ポール・ウェンドコス監督
- 『カーク・ダグラスとユル・ブリンナーの世界の果ての大冒険』（1971年/未/ビデオ）ケヴィン・ビリントン監督
- 『ドク・ホリデイ』（1971年）（クレジットなし）フランク・ペリー監督
- 『女ガンマン/皆殺しのメロディ』（1971年/未/TV放映）（クレジットなし）バート・ケネディー監督
- 『アントニーとクレオパトラ』（1972年）チャールトン・ヘストン監督
- 『野性の叫び』（1972年）（クレジットなし）ケン・アナキン監督
- 『風とライオン』（1975年）ジョン・ミリアス監督
- 『外人部隊フォスター少佐の栄光』（1977年/未/TV放映）（クレジットなし）ディック・リチャーズ監督
- 『チャイナ9、リバティ37』（1978年/未/ソフト化）モンテ・ヘルマン監督
- 『スーパーソニック・マン』（1979年/未/ビデオ）ファン・ピカー・シモン監督
- 『荒野の復讐』（1982年/未/TV放映）（クレジットなし）フェルディナンド・バルディ監督
- 『コナン・ザ・グレート』（1982年）ジョン・ミリアス監督
- 『漂流少年』（1982年/未/ビデオ）ファン・ピカー・シモン監督
- 『ザ・ジャスティス/復讐の銃弾』（1986年/未/ビデオ）
- 『血と砂』（1989年）